# COSAFA Cup 1999
De COSAFA Cup 1999 was de derde editie van dit voetbaltoernooi georganiseerd door de COSAFA (Council of Southern Africa Football Associations). Het toernooi werd verspreid over 1999 gehouden. Alle wedstrijden werden gehouden in het thuisspelende land.

## Deelnemende teams
De twee beste landen van de vorige editie plaatsten zich automatisch voor de kwartfinale. De overige 8 landen moesten zich via één of twee voorrondes zien te plaatsen.

## Voorronde
Eerste ronde
|                                    |                |       |         |                         |
| 7 februari 1999 «onderlinge duels» | Lesotho        | 1 – 0 | Namibië | Setsoto Stadium, Maseru |
| 7 februari 1999 «onderlinge duels» | Nts'onyana 11' |       |         | Setsoto Stadium, Maseru |

|                                     |               |       |                       |                            |
| 20 februari 1999 «onderlinge duels» | Botswana      | 1 – 2 | Zuid-Afrika           | National Stadium, Gaborone |
| 20 februari 1999 «onderlinge duels» | Selolwane 13' |       | 36' Ndlanya 39' Phiri | National Stadium, Gaborone |

|                                  |                      |       |                                |                            |
| 24 april 1999 «onderlinge duels» | Malawi               | 1 – 2 | Angola                         | Chichiri Stadium, Blantyre |
| 24 april 1999 «onderlinge duels» | Moises II 60' (e.d.) |       | 76' Mendonça 79' (e.d.) Mabedi | Chichiri Stadium, Blantyre |

|                               |                                     |       |                  |                                   |
| 9 mei 1999 «onderlinge duels» | Swaziland                           | 3 – 1 | Mozambique       | Somholo National Stadium, Lobamba |
| 9 mei 1999 «onderlinge duels» | Nkambule 14' (pen.), 40' Masina 64' |       | 68' (pen.) Tomás | Somholo National Stadium, Lobamba |

Herkansing
|                                |                              |       |                                |                            |
| 22 mei 1999 «onderlinge duels» | Malawi                       | 1 – 1 | Namibië                        | Chichiri Stadium, Blantyre |
| 22 mei 1999 «onderlinge duels» | Tjihero 43' (e.d.)           |       | 1' Uutoni                      | Chichiri Stadium, Blantyre |
| 22 mei 1999 «onderlinge duels» | Strafschoppen                |       |                                | Chichiri Stadium, Blantyre |
| 22 mei 1999 «onderlinge duels» | Mabedi Maduka Zakazaka Manda | 2 – 4 | Ouseb Tjihero Shivute Benjamin | Chichiri Stadium, Blantyre |

|                                |          |                     |            |                            |
| 28 mei 1999 «onderlinge duels» | Botswana | 0 – 2               | Mozambique | National Stadium, Gaborone |
| 28 mei 1999 «onderlinge duels» |          | 12' Dario 44' Ouana |            | National Stadium, Gaborone |

## Eindfase

### Kwartfinale
|                                |         |             |        |                         |
| 4 juli 1999 «onderlinge duels» | Lesotho | 0 – 1       | Angola | Setsoto Stadium, Maseru |
| 4 juli 1999 «onderlinge duels» |         | 25' Betinho |        | Setsoto Stadium, Maseru |

|                                 |                                             |       |                                    |                                    |
| 18 juli 1999 «onderlinge duels» | Swaziland                                   | 1 – 1 | Zimbabwe                           | Somhlolo National Stadium, Lobamba |
| 18 juli 1999 «onderlinge duels» | B. Mdluli 89' (pen.)                        |       | 61' Tembo                          | Somhlolo National Stadium, Lobamba |
| 18 juli 1999 «onderlinge duels» | Strafschoppen                               |       |                                    | Somhlolo National Stadium, Lobamba |
| 18 juli 1999 «onderlinge duels» | Sb. Dlamini Nhlabatsi Sz. Dlamini J. Mdluli | 4 – 3 | Shereni Tembo Chikoya Mugadza Dube | Somhlolo National Stadium, Lobamba |

|                                 |                                  |       |                         |                                |
| 31 juli 1999 «onderlinge duels» | Namibië                          | 1 – 1 | Zuid-Afrika             | Independence Stadium, Windhoek |
| 31 juli 1999 «onderlinge duels» | Hindjou 50'                      |       | 32' Ndlanya             | Independence Stadium, Windhoek |
| 31 juli 1999 «onderlinge duels» | Strafschoppen                    |       |                         | Independence Stadium, Windhoek |
| 31 juli 1999 «onderlinge duels» | Tjihero Kanalelo Tjikuzu Hindjou | 4 – 1 | Mngomeni Booth Bartlett | Independence Stadium, Windhoek |

|                                    |                                           |       |                                |                              |
| 7 augustus 1999 «onderlinge duels» | Zambia                                    | 1 – 1 | Mozambique                     | Independence Stadium, Lusaka |
| 7 augustus 1999 «onderlinge duels» | Siame 71'                                 |       | 20' (e.d.) Phiri               | Independence Stadium, Lusaka |
| 7 augustus 1999 «onderlinge duels» | Strafschoppen                             |       |                                | Independence Stadium, Lusaka |
| 7 augustus 1999 «onderlinge duels» | Sichone Chibale Fichite Chitila Sinyangwe | 4 – 3 | Mabero Mabui Baute Mavó Barros | Independence Stadium, Lusaka |

### Halve finale
|                                     |        |             |        |                              |
| 14 augustus 1999 «onderlinge duels» | Zambia | 0 – 1       | Angola | Independence Stadium, Lusaka |
| 14 augustus 1999 «onderlinge duels» |        | 70' Betinho |        | Independence Stadium, Lusaka |

|                                     |                                |       |                                        |                                |
| 28 augustus 1999 «onderlinge duels» | Namibië                        | 1 – 1 | Swaziland                              | Independence Stadium, Windhoek |
| 28 augustus 1999 «onderlinge duels» | Goraseb 67'                    |       | 88' Masina                             | Independence Stadium, Windhoek |
| 28 augustus 1999 «onderlinge duels» | Strafschoppen                  |       |                                        | Independence Stadium, Windhoek |
| 28 augustus 1999 «onderlinge duels» | Tjihero Kanalelo Goraseb Ouseb | 4 – 2 | B. Mdluli Sz. Dlamini hlabatsi Ngubane | Independence Stadium, Windhoek |

### Finale
De finale werd gespeeld over twee wedstrijden.
|                                      |                    |       |         |                             |
| 26 september 1999 «onderlinge duels» | Angola             | 1 – 0 | Namibië | Estádio da Cidadela, Luanda |
| 26 september 1999 «onderlinge duels» | Betinho 14' (pen.) |       |         | Estádio da Cidadela, Luanda |

|                                   |            |              |           |                                |
| 2 oktober 1999 «onderlinge duels» | Namibië    | 1 – 1 (n.v.) | Angola    | Independence Stadium, Windhoek |
| 2 oktober 1999 «onderlinge duels» | Shivute 7' |              | 101' Zico | Independence Stadium, Windhoek |

 Angola won met 2 – 1 over twee wedstrijden.
| Winnaar COSAFA Cup 1999 |
| ----------------------- |
|                         |
| ANGOLA Eerste titel     |

## Topscorers
| Pos. | Speler           | Goals |
| ---- | ---------------- | ----- |
| 1    | Betinho          | 3     |
| 2    | Dennis Masina    | 2     |
| 2    | Tholeni Nkambule | 2     |
| 2    | Pollen Ndlanya   | 2     |